# Reggie Cannon
Reginald Jacob Cannon (Chicago, Illinois, 11 de junio de 1998) es un futbolista estadounidense. Juega de defensa y su equipo es el Colorado Rapids de la Major League Soccer.
Es internacional absoluto con la selección de los Estados Unidos desde el año 2018.

## Trayectoria

### Inicios y Universidad
Creció en Grapevine, Texas, donde jugó al fútbol desde niño. En su adolescencia se unió a la academia del FC Dallas.
Cannon jugó al fútbol universitario con los UCLA Bruins de la Universidad de California en Los Ángeles en el 2016, donde jugó 20 encuentros.

### FC Dallas
Cannon dejó la universidad y fichó como jugador de cantera por el FC Dallas el 22 de diciembre de 2016. Debutó profesionalmente el 14 de junio de 2017 en la victoria 2-1 sobre el Tulsa Roughnecks en la Lamar Hunt U.S. Open Cup.
Anotó su primer gol con el Dallas el 19 de mayo de 2018 al Vancouver Whitecaps. Al término de la temporada 2018, donde fue titutar en todos los encuentros de la temporada regular en el FC Dallas, la prensa anunció que el jugador manejaba ofertas de clubes mexicanos, uno de ellos el Club Tijuana.
El 9 de septiembre de 2020 se hizo oficial su traspaso al Boavista F. C. Estuvo tres años y en junio de 2023 quedó libre alegando que no había cobrado durante varios meses. Entonces estuvo sin equipo hasta que en septiembre fichó por el Queens Park Rangers F. C.
En septiembre de 2024 regresó a los Estados Unidos y firmó por el Colorado Rapids hasta el año 2027.

## Selección nacional
El 16 de octubre de 2018 recibió su primera llamada internacional de la selección de Estados Unidos para un encuentro amistoso contra Perú, donde debutó en el Rentschler Field, el encuentro terminó 1-1.

## Clubes
| Club                      | País           | Año       |
| ------------------------- | -------------- | --------- |
| UCLA Bruins               | Estados Unidos | 2016      |
| F. C. Dallas              | Estados Unidos | 2017-2020 |
| Boavista F. C.            | Portugal       | 2020-2023 |
| Queens Park Rangers F. C. | Inglaterra     | 2023-2024 |
| Colorado Rapids           | Estados Unidos | 2024-     |

## Palmarés

### Títulos internacionales
| Título                          | Club (*)       | Sede           | Año  |
| ------------------------------- | -------------- | -------------- | ---- |
| Liga de Naciones de la Concacaf | Estados Unidos | Estados Unidos | 2021 |
| Copa de Oro de la Concacaf      | Estados Unidos | Estados Unidos | 2021 |

(*) Incluyendo la selección.

## Vida personal
Tiene un hermano, dos hermanastros y dos hermanastras. Es admirador de Lionel Messi y del galés Gareth Bale. Sus hobbies incluyen ver animé y jugar a videojuegos.